# Lasioglossum mystron
Lasioglossum mystron là một loài Hymenoptera trong họ Halictidae. Loài này được Hinojosa-Díaz mô tả khoa học năm 2003.